# Jim Hiller
James Andrew "Jim" Hiller, född 13 maj 1969, är en kanadensisk ishockeytränare och före detta professionell ishockeyforward som är tränare för Los Angeles Kings i National Hockey League (NHL) sedan den 22 maj 2024.

## Spelare
Hiller tillbringade två säsonger i den nordamerikanska ishockeyligan National Hockey League (NHL), där han spelade för Los Angeles Kings, Detroit Red Wings och New York Rangers. Han producerade 20 poäng (åtta mål och tolv assists) samt drog på sig 116 utvisningsminuter på 63 grundspelsmatcher.
Hiller spelade också för Starbulls Rosenheim och Berlin Capitals i Deutsche Eishockey Liga (DEL); HC Milano Vipers i Serie A; Binghamton Rangers i American Hockey League (AHL); Phoenix Roadrunners och Atlanta Knights i International Hockey League (IHL); Prince Albert Raiders i Western Hockey League (WHL) samt Northern Michigan Wildcats i National Collegiate Athletic Association (NCAA).
Han draftades av Los Angeles Kings i tionde rundan i 1989 års draft som 207:e spelare totalt.

### Statistik
| 1986–1987   | Prince Albert Raiders      | WHL         | 3   | 0  | 0   | 0   | 12  | —  | — | —  | —  | —  |
| 1987–1988   | Melville Millionaires      | SJHL        | 60  | 38 | 49  | 87  | 190 | —  | — | —  | —  | —  |
| 1988–1989   | Melville Millionaires      | SJHL        | 29  | 24 | 37  | 61  | 49  | —  | — | —  | —  | —  |
| 1989–1990   | Northern Michigan Wildcats | NCAA        | 39  | 23 | 33  | 56  | 52  | —  | — | —  | —  | —  |
| 1990–1991   | Northern Michigan Wildcats | NCAA        | 43  | 22 | 41  | 63  | 59  | —  | — | —  | —  | —  |
| 1991–1992   | Northern Michigan Wildcats | NCAA        | 41  | 31 | 55  | 86  | 119 | —  | — | —  | —  | —  |
| 1992–1993   | Los Angeles Kings          | NHL         | 40  | 6  | 6   | 12  | 90  | —  | — | —  | —  | —  |
|             | Phoenix Roadrunners        | IHL         | 3   | 0  | 2   | 2   | 2   | —  | — | —  | —  | —  |
|             | Detroit Red Wings          | NHL         | 21  | 2  | 6   | 8   | 19  | 2  | 0 | 0  | 0  | 4  |
| 1993–1994   | New York Rangers           | NHL         | 2   | 0  | 0   | 0   | 7   | —  | — | —  | —  | —  |
|             | Binghamton Rangers         | AHL         | 67  | 27 | 34  | 61  | 61  | —  | — | —  | —  | —  |
| 1994–1995   | Binghamton Rangers         | AHL         | 49  | 15 | 13  | 28  | 44  | —  | — | —  | —  | —  |
|             | Atlanta Knights            | IHL         | 17  | 5  | 10  | 15  | 28  | 5  | 0 | 3  | 3  | 8  |
| 1995–1996   | Kanadas herrlandslag       |             | 53  | 17 | 26  | 43  | 68  | —  | — | —  | —  | —  |
| 1996–1997   | Starbulls Rosenheim        | DEL         | 47  | 22 | 27  | 49  | 187 | 3  | 0 | 1  | 1  | 45 |
| 1997–1998   | Starbulls Rosenheim        | DEL         | 42  | 8  | 19  | 27  | 83  | —  | — | —  | —  | —  |
| 1998–1999   | Starbulls Rosenheim        | DEL         | 52  | 23 | 44  | 67  | 65  | —  | — | —  | —  | —  |
| 1999–2000   | Berlin Capitals            | DEL         | 47  | 22 | 27  | 49  | 187 | 6  | 3 | 1  | 4  | 38 |
| 2000–2001   | Berlin Capitals            | DEL         | 42  | 8  | 19  | 27  | 83  | 5  | 2 | 2  | 4  | 14 |
| 2001–2002   | HC Milano Vipers           | Serie A     | 38  | 22 | 19  | 41  | 83  | 9  | 4 | 10 | 14 | 0  |
| NHL totalt  | NHL totalt                 | NHL totalt  | 63  | 8  | 12  | 20  | 116 | 2  | 0 | 0  | 0  | 4  |
| DEL totalt  | DEL totalt                 | DEL totalt  | 237 | 80 | 129 | 209 | 512 | 14 | 5 | 4  | 9  | 97 |
| AHL totalt  | AHL totalt                 | AHL totalt  | 116 | 42 | 47  | 89  | 105 | —  | — | —  | —  | —  |
| IHL totalt  | IHL totalt                 | IHL totalt  | 20  | 5  | 12  | 17  | 30  | 5  | 0 | 3  | 3  | 8  |
| NCAA totalt | NCAA totalt                | NCAA totalt | 123 | 76 | 129 | 205 | 230 | —  | — | —  | —  | —  |

## Tränare
Hiller har varit bland annat assisterande tränare för Detroit Red Wings, Toronto Maple Leafs, New York Islanders och Los Angeles Kings. Den 2 februari 2024 meddelade Kings att de hade sparkat tränaren Todd McLellan och utsett Hiller till tillförordnad tränare. Den 22 maj blev det klart att Hiller fick fortsätta på posten som tränare för Kings.

### Statistik
Källa: 
| Lag               | Säsong    | Grundserie | Grundserie | Grundserie | Grundserie         | Grundserie | Grundserie    | Slutspel                   |  |
| Lag               | Säsong    | Matcher    | Vinster    | Förluster  | Övertids förluster | Poäng      | Placering     | Resultat                   |  |
| ----------------- | --------- | ---------- | ---------- | ---------- | ------------------ | ---------- | ------------- | -------------------------- |  |
| Los Angeles Kings | 2023–2024 | 34         | 21         | 12         | 1                  | 43         | 3:a i Pacific | Förlorade i första rundan. |  |
| Los Angeles Kings | 2024–2025 |            |            |            |                    |            | ?:a i Pacific | Säsong ej påbörjad.        |  |
| Totalt            | Totalt    | 34         | 21         | 12         | 1                  | 43         |               |                            |  |